# Ammodramus maritimus
Ammodramus maritimus là một loài chim trong họ Emberizidae.

## Hình ảnh

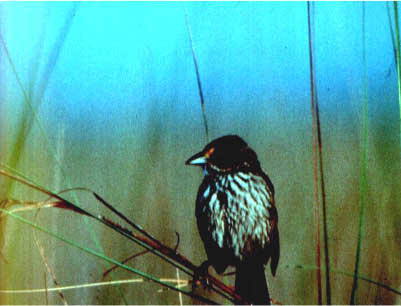
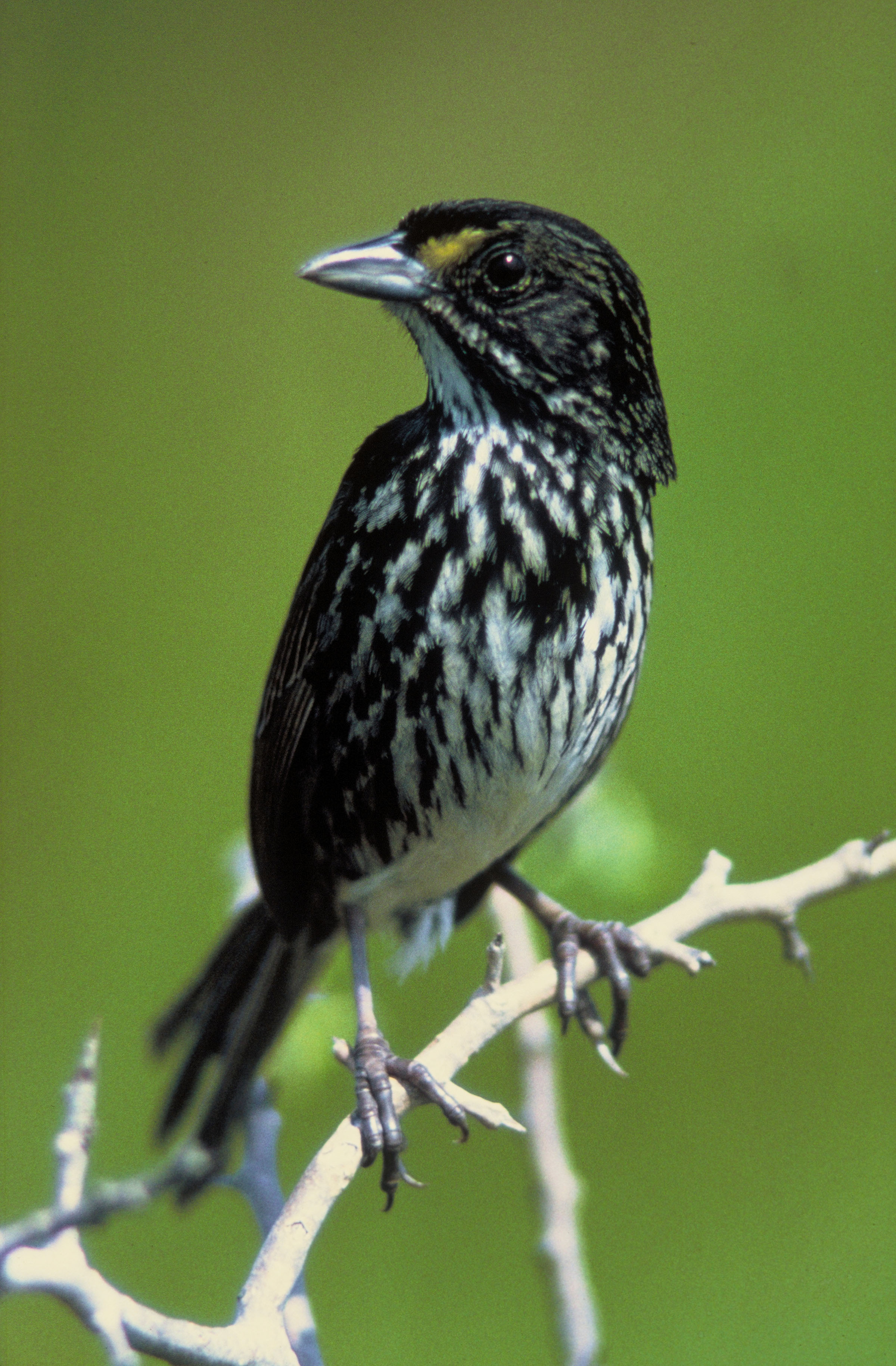
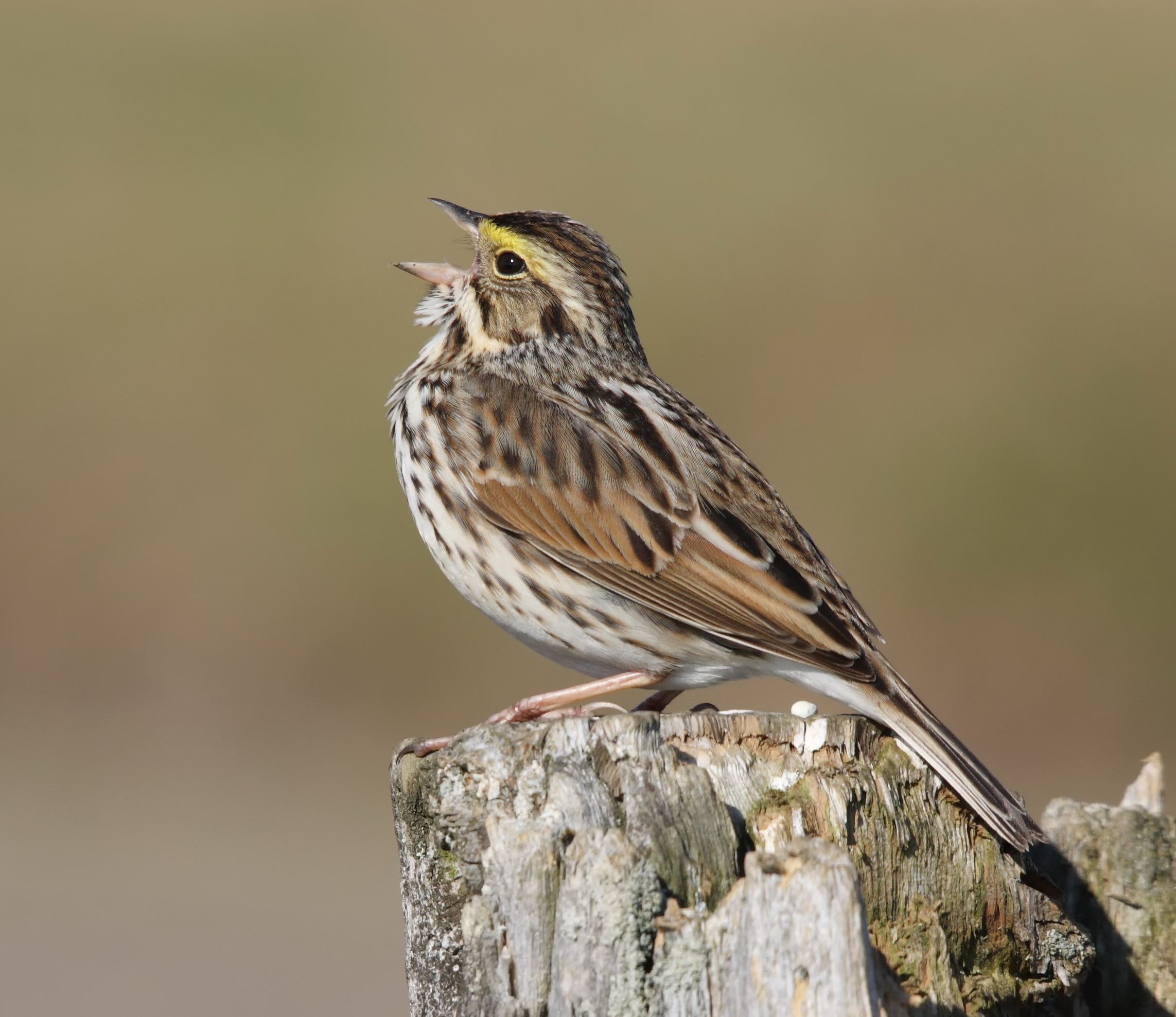